# Kertawinangun (Kertajati)
Kertawinangun is een bestuurslaag in het regentschap Majalengka van de provincie West-Java, Indonesië. Kertawinangun telt 2801 inwoners (volkstelling 2010).